# PPA Fest
 (octobre 2023).
Si vous disposez d'ouvrages ou d'articles de référence ou si vous connaissez des sites web de qualité traitant du thème abordé ici, merci de compléter l'article en donnant les références utiles à sa vérifiabilité et en les liant à la section « Notes et références ».
Pour les articles homonymes, voir PPA.
Le PPA Fest (ou PPA Festival) est un festival pop rock, scout organisé depuis 2004 dans la province de Namur en Belgique.

## Historique
Chaque année, le PPA Fest a lieu le dernier weekend de janvier. Il propose des concerts ainsi qu'une soirée. Le plus souvent, le festival débute par un jeune groupe, suivi par des groupes plus confirmés.